# Ligue des champions de Twenty20 2009
Navigation
Édition précédente Édition suivante
La ligue des champions de Twenty20 2009 est la première édition de la ligue des champions de cricket au format Twenty20 à se dérouler, et la deuxième à être organisée après l'épreuve annulée de 2008. Elle se déroule en Inde du 8 au 23 octobre et rassemble douze équipes de sept fédérations nationales.
Les Blues de Nouvelle-Galles du Sud battent en finale l'équipe de Trinité-et-Tobago. L'Australien Brett Lee, qui figure parmi les vainqueurs de l'épreuve, est nommé « homme de la série ».

## Organisation

### Stades
Trois stades sont utilisés pour la ligue des champions 2009 : le M. Chinnaswamy Stadium de Bangalore, le Feroz Shah Kotla de Delhi, le Rajiv Gandhi International Cricket Stadium d'Hyderâbâd. Ce dernier accueille la finale de la compétition, le 23 octobre.

### Format
Au cours de la première phase, les douze équipes qualifiées sont réparties en quatre groupes de trois (A, B, C, D) et chacune d'entre elles rencontre une fois ses deux adversaires. Deux équipes issues de chaque poule sont ensuite qualifiées pour une seconde phase, où elles sont réparties en deux groupes de quatre (A et B) et conservent les points acquis lors de la rencontre contre l'autre qualifié du groupe. Les deux premiers des groupes A et B de la première phase se retrouvent dans le groupe A de la seconde, les deux premiers des groupes C et D se retrouvent dans le groupe B.
À l'issue de la deuxième phase de groupes, au cours de laquelle chaque équipe rencontre une fois ses trois adversaires, les deux premières sont qualifiées pour des demi-finales.

### Gains
Six million de dollars américains sont distribués au cours de la compétition. L'équipe qui remporte la ligue des champions gagne notamment 2,5 millions de dollars.

## Équipes participantes
Douze équipes participent à la ligue des champions 2009.
| Équipe                      | Nation             | Qualification                                                      |
| --------------------------- | ------------------ | ------------------------------------------------------------------ |
| Cape Cobras                 | Afrique du Sud     | Vainqueur du Standard Bank Pro20, 2009                             |
| Diamond Eagles              | Afrique du Sud     | Finaliste du Standard Bank Pro20, 2009                             |
| Somerset Sabres             | Angleterre         | Finaliste de la Twenty20 Cup, 2009                                 |
| Sussex Sharks               | Angleterre         | Vainqueur de la Twenty20 Cup, 2009                                 |
| New South Wales Blues       | Australie          | Vainqueur du Twenty20 Big Bash, 2008-2009                          |
| Victorian Bushrangers       | Australie          | Finaliste du Twenty20 Big Bash, 2008-2009                          |
| Deccan Chargers             | Inde               | Vainqueur de l'Indian Premier League, 2009                         |
| Delhi Daredevils            | Inde               | Premier de la phase qualificative de l'Indian Premier League, 2009 |
| Royal Challengers Bangalore | Inde               | Finaliste de l'Indian Premier League, 2009                         |
| Trinité-et-Tobago           | Indes occidentales | Vainqueur du Stanford 20/20, 2008                                  |
| Otago Volts                 | Nouvelle-Zélande   | Vainqueur du State Twenty20, 2009                                  |
| Wayamba                     | Sri Lanka          | Vainqueur de l'Inter-Provincial Twenty20, 2009                     |

## Déroulement de la compétition

### Première phase
| Légende | Vic : victoires, Déf : défaites, PR : pas de résultat, Tie : tied matches, Pts : points, NRR : net run rate |

#### Groupe A
|    | Équipe            | Vic | Déf | PR | Tie | Pts | NRR    |
| -- | ----------------- | --- | --- | -- | --- | --- | ------ |
| A1 | Trinité-et-Tobago | 2   | 2   | 0  | 0   | 4   | +1,175 |
| A2 | Somerset Sabres   | 1   | 1   | 0  | 0   | 2   | -1,000 |
|    | Deccan Chargers   | 0   | 2   | 0  | 0   | 0   | -0,175 |

#### Groupe B
| Classement final groupe B | Classement final groupe B | Classement final groupe B | Classement final groupe B | Classement final groupe B | Classement final groupe B | Classement final groupe B | Classement final groupe B |
| Équipe                    | Vic                       | Déf                       | PR                        | Tie                       | Pts                       | NRR                       |                           |
| ------------------------- | ------------------------- | ------------------------- | ------------------------- | ------------------------- | ------------------------- | ------------------------- | ------------------------- |
| New South Wales Blues     | 2                         | 2                         | 0                         | 0                         | 4                         | +2,200                    |                           |
| Eagles                    | 0                         | 1                         | 0                         | 1                         | 2                         | -1,325                    |                           |
| Sussex Sharks             | 0                         | 1                         | 0                         | 1                         | 0                         | -0,875                    |                           |

#### Groupe C
| Classement final groupe C   | Classement final groupe C | Classement final groupe C | Classement final groupe C | Classement final groupe C | Classement final groupe C | Classement final groupe C | Classement final groupe C |
| Équipe                      | Vic                       | Déf                       | PR                        | Tie                       | Pts                       | NRR                       |                           |
| --------------------------- | ------------------------- | ------------------------- | ------------------------- | ------------------------- | ------------------------- | ------------------------- | ------------------------- |
| Cape Cobras                 | 2                         | 0                         | 0                         | 0                         | 4                         | +1,529                    |                           |
| Royal Challengers Bangalore | 1                         | 1                         | 0                         | 0                         | 2                         | +1,839                    |                           |
| Otago Volts                 | 0                         | 2                         | 0                         | 0                         | 0                         | -3,350                    |                           |

#### Ligue B
| Classement au 19 octobre 2009 | Classement au 19 octobre 2009 | Classement au 19 octobre 2009 | Classement au 19 octobre 2009 | Classement au 19 octobre 2009 | Classement au 19 octobre 2009 | Classement au 19 octobre 2009 | Classement au 19 octobre 2009 |
| Équipe                        | Vic                           | Déf                           | PR                            | Tie                           | Pts                           | NRR                           |                               |
| ----------------------------- | ----------------------------- | ----------------------------- | ----------------------------- | ----------------------------- | ----------------------------- | ----------------------------- | ----------------------------- |
| Victorian Bushrangers         | 2                             | 1                             | 0                             | 0                             | 4                             | +0.911                        |                               |
| Cape Cobras                   | 2                             | 1                             | 0                             | 0                             | 4                             | -0.219                        |                               |
| Royal Challengers Bangalore   | 1                             | 2                             | 0                             | 0                             | 2                             | -0.114                        |                               |
| Delhi Daredevils              | 1                             | 2                             | 0                             | 0                             | 2                             | - 0.398                       |                               |

### Demi-finales
| 21 octobre 2009       | Runs/Batteurs éliminés | Overs joués | Runs/over (Run Rate) | Meilleur batteur | Meilleur lanceur                                       | Résultat                                      |
| --------------------- | ---------------------- | ----------- | -------------------- | ---------------- | ------------------------------------------------------ | --------------------------------------------- |
| Victorian Bushrangers | 90/9                   | 20          | 4.50                 | Matthew Wade 23  | Clint McKay 3 éliminations pour 27 runs encaissés      |                                               |
| New South Wales Blues | 169/7                  | 20          | 8.45                 | David Warner 48  | Moises Henriques 3 éliminations pour 11 runs encaissés | Les New South Wales Blues gagnent par 79 runs |

| 22 octobre 2009   | Runs/Batteurs éliminés | Overs joués | Runs/over (Run Rate) | Meilleur batteur         | Meilleur lanceur                                    | Résultat                                                    |
| ----------------- | ---------------------- | ----------- | -------------------- | ------------------------ | --------------------------------------------------- | ----------------------------------------------------------- |
| Trinité-et-Tobago | 178/3                  | 19.2        | 9.20                 | Dwayne Bravo 58 runs     | Lendl Simmons 2 éliminations pour 17 runs encaissés | Trinité-et-Tobago gagne par 7 guichets (4 balles restantes) |
| Cape Cobras       | 175/5                  | 20          | 8.75                 | Jean-Paul Duminy 61 runs | Justin Ontong 1 élimination pour 17 runs encaissés  |                                                             |

### finale
| 23 octobre 2009       | Runs/Batteurs éliminés | Overs joués | Runs/over (Run Rate) | Meilleur batteur       | Meilleur lanceur                                    | Résultat                                      |
| --------------------- | ---------------------- | ----------- | -------------------- | ---------------------- | --------------------------------------------------- | --------------------------------------------- |
| New South Wales Blues | 159/9                  | 20          | 7.95                 | Brett Lee 48           | Stuart Clark 3 éliminations pour 21 runs encaissés  | Les New South Wales Blues gagnent par 41 runs |
| Trinité-et-Tobago     | 118/10                 | 15.5        | 7.45                 | Kieron Pollard 26 runs | Ravi Rampaul 3 éliminations pour 20 overs encaissés |                                               |